# Francis Benjamin
Francis Ishida Benjamin (ur. 8 maja 1993) – nigeryjski piłkarz grający na pozycji lewego obrońcy. Jest wychowankiem klubu Heartland FC.

## Kariera klubowa
Swoją karierę piłkarską Kwambe rozpoczął w klubie Heartland FC. W 2012 roku awansował do kadry pierwszego zespołu i wtedy też zadebiutował w jego barwach w nigeryjskiej Premier League. W 2012 roku zdobył z nim Puchar Nigerii i Superpuchar Nigerii.

## Kariera reprezentacyjna
W reprezentacji Nigerii Benjamin zadebiutował 15 sierpnia 2012 w zremisowanym 0:0 towarzyskim meczu z Nigrem, rozegranym w Niamey. W 2013 roku został powołany do kadry na Puchar Konfederacji 2013, na którym nie wystąpił w żadnym meczu.